# Anelaphus praeclarus
Anelaphus praeclarus es una especie de escarabajo longicornio del género Anelaphus, categorizada en la tribu Elaphidiini, de la subfamilia Cerambycinae. Fue descrita por Lingafelter en 2008.

## Descripción
Mide 7-10 mm de longitud.

## Distribución
Se distribuye por República Dominicana.